# Solomon Kirwa Yego
Solomon Kirwa Yego (* 10. Mai 1987) ist ein kenianischer Langstreckenläufer. Seine bevorzugten Strecken sind der Halbmarathon und der Marathonlauf.
Nach seinem Sieg im Ostia Halbmarathon 2016 lag Yego mit einer Zeit von 58:44 min auf Platz 3 der ewigen Weltrangliste für diese Disziplin. Nur zwei Läufer vor ihm, Zersenay Tadese und Samuel Wanjiru, liefen jemals eine schnellere Halbmarathonzeit.

## Persönliche Bestzeiten
| Strecke       | Zeit         | Ort                             | Jahr   |
| ------------- | ------------ | ------------------------------- | ------ |
| 800 m         | 1:54,46 min  | Fermo (Italien)                 | (2010) |
| 5000 m        | 14:14,54 min | Modene (Italien)                | (2012) |
| 10.000 m Bahn | 28:23,0 min  | Nairobi (Kenia)                 | (2015) |
| 10 km Straße  | 29:06 min    | Würzburg                        | (2015) |
| 15 km Straße  | 41:54 min    | Roma – Ostia (Italien)          | (2015) |
| 20 km Straße  | 1:00:53 h    | Marseille – Cassis (Frankreich) | (2014) |
| Halbmarathon  | 58:44 min    | Roma – Ostia (Italien)          | (2016) |
| Marathonlauf  | 2:08:31 h    | Prag (Tschechien)               | (2016) |

## Erfolge bei Internationalen Meisterschaften
| Jahr  | Platzierung | Strecke            | Event                                                         |
| ----- | ----------- | ------------------ | ------------------------------------------------------------- |
| 2014: | 1. Platz    | Crosslauf (Team)   | Afrikanische Crosslauf-Meisterschaften 2014, Kampala (Uganda) |
| 2014: | 4. Platz    | Crosslauf (Einzel) | Afrikanische Crosslauf-Meisterschaften 2014, Kampala (Uganda) |

## Erfolge bei nationalen Meisterschaften
| Jahr  | Platzierung | Strecke           | Event                                            |
| ----- | ----------- | ----------------- | ------------------------------------------------ |
| 2014: | 5. Platz    | Crosslauf (12 km) | Kenyan Cross Country Championships 2014, Nairobi |

## Gewonnene Rennen
| Jahr  | Events                     |
| ----- | -------------------------- |
| 2011: | Collemar Marathon          |
| 2011: | Castellana Marathon        |
| 2012: | Ferrara-Halbmarathon       |
| 2012: | Europa-Halbmarathon        |
| 2012: | Borghi-Halbmarathon        |
| 2012: | Cremona-Halbmarathon       |
| 2015: | Lago-Maggiore-Halbmarathon |
| 2015: | Udine-Halbmarathon         |
| 2015: | Cremona-Halbmarathon       |
| 2016: | Rom-Ostia-Halbmarathon     |

## Persönliche Jahresbestleistungen

### 10.000 m (Bahn)
| Jahr  | Zeit    | Wettkampfort    |
| 2015: | 28:23,0 | Nairobi (Kenia) |

### 10 km (Straße)
| Jahr  | Zeit  | Wettkampfort           |
| 2016: | 28:05 | Roma – Ostia (Italien) |
| 2015: | 28:19 | Verbania (Italien)     |

### 15 km (Straße)
| Jahr  | Zeit  | Wettkampfort           |
| 2016: | 41:54 | Roma – Ostia (Italien) |

### Halbmarathon (21,0975 km) (Straße)
| Jahr  | Zeit    | Wettkampfort           |
| 2016: | 58:44   | Roma – Ostia (Italien) |
| 2015: | 1:00:04 | Udine (Italien)        |
| 2014: | 1:01:59 | Casablanca (Marokko)   |
| 2012: | 1:01:34 | Pordenone (Italien)    |

### Marathon
| Jahr  | Zeit    | Wettkampfort      |
| 2016: | 2:08:31 | Prag (Tschechien) |
| 2011: | 2:18:47 | Fano (Italien)    |